# Scenă

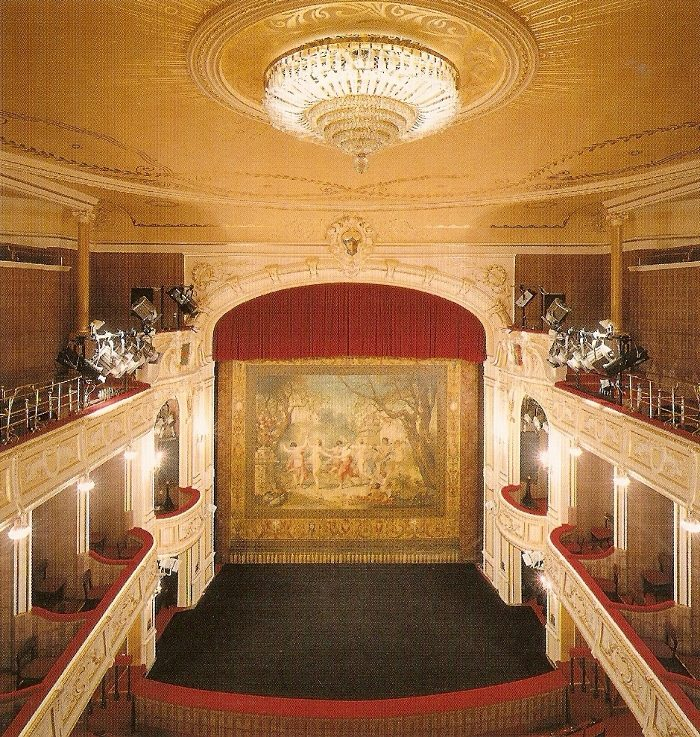
Scena teatrului din Bielsko-Biała (h. 1890).

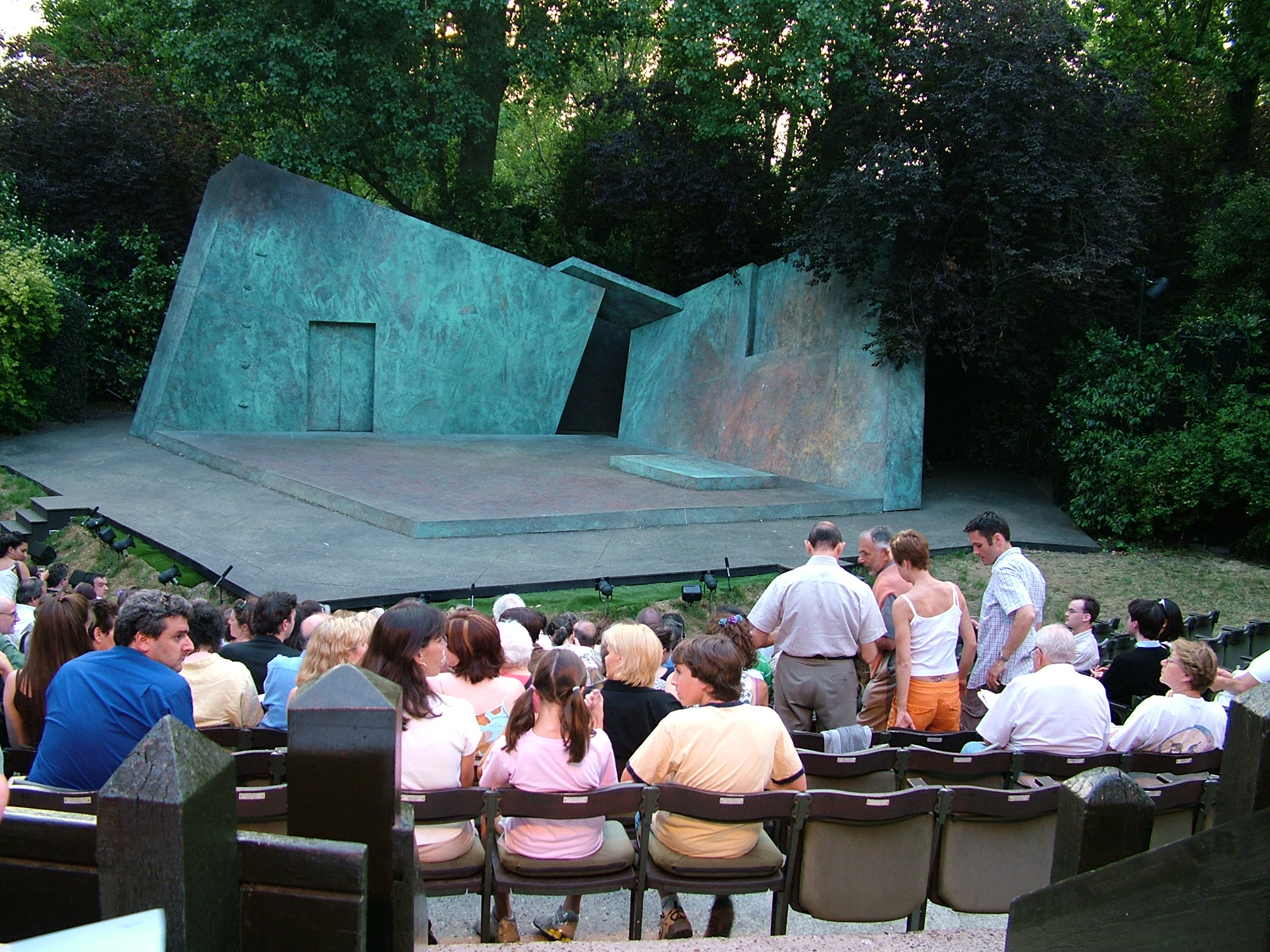
Scena unui teatru în aer liber, Regent's Park, Londra.

Scena (din greacă veche σκήνη, skḗnē) este spațiul destinat desfășurării diferitelor spectacole artistice sau utilizat pentru evenimente publice (conferințe, mitinguri etc.). Ea face parte din spațiul scenic, care cuprinde, pe lângă scena, avanscena, fosele pentru orchestră și/sau sufleori (sub avanscenă și în fața avanscenei) și instalațiile înalte pentru manevrarea proiectoarelor, a decorurilor și a cortinei.

## Evoluția scenei
De-a lungul istoriei, spațiul scenic a evoluat de la modelul utilizat în lumea clasică către noile instalații avangardiste sistematizate în primii ani ai secolului al XX-lea de dramaturgii europeni.

## Istoric
La originea fenomenului teatral, posibil cu conținut religios sau magic, scena era orice spațiu ales pentru desfășurarea spectacolului, iar forța ritualului sau a ceremoniilor îi dădeau o semnificație specială a unui loc sacru. Primele scene ale spectacolelor organizate în Grecia Antică au fost corturi acoperite, care aveau în spatele lor spații pentru schimbarea măștilor sau a altor elemente de decor; ulterior au fost construite amfiteatre în aer liber, cu scene permanente. Acest tip de construcție a fost adoptat de romani care au răspândit-o în toată Europa.
În Evul Mediu erau organizate spectacole religioase pe mici scene portabile amplasate în catedrale și în porticurile bisericilor. Structuri similare au fost folosite pentru spectacolele de improvizație Commedia dell'arte în Italia, care s-au răspândit pe întregul continent în secolele următoare.
Începând din secolul al XVI-lea au apărut în sudul Europei așa-numitele „corrales de comedias”, aducând un concept urban nou al scenei de teatru. Următorul pas în evoluția istorică a spațiului scenic clasic a fost teatrul tradițional „în stil italian”, o clădire specifică pentru organizarea spectacolelor dramatice.

## Modele

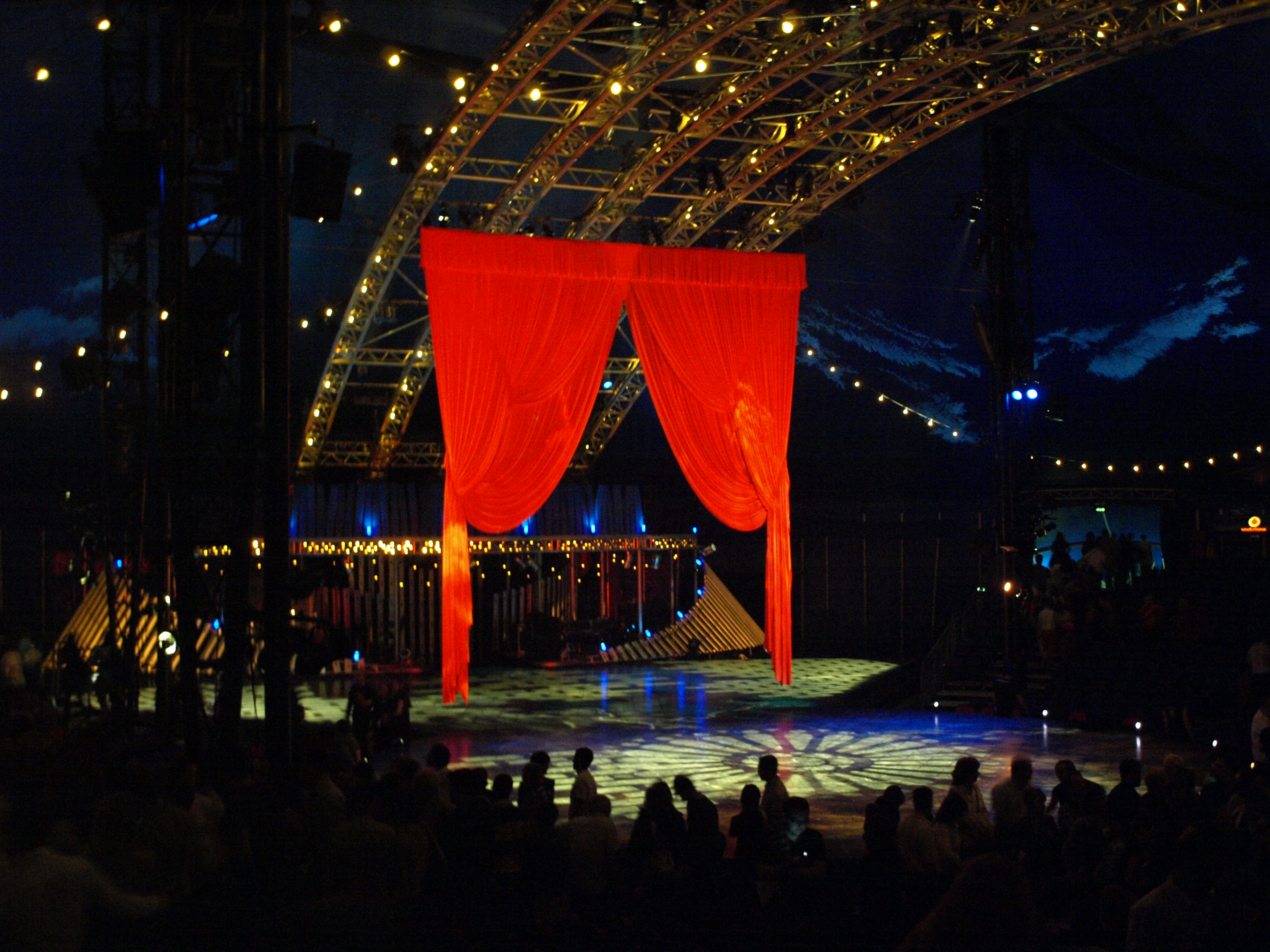
Scena spectacolului Quidam al companiei Cirque du Soleil.

Din punct de vedere arhitectural se disting mai multe modele de scene, potrivit unei scheme tradiționale comune:
- Scenă în stil italian: este cel mai răspândit model, cu un singur front în formă de potcoavă (publicul este orientat spre scenă și există un spațiu care-i separă pe actori de public). De obicei are forumuri laterale unde echipa de producție salvează elementele de peisaj și recuzită . Un alt spațiu caracteristic al acestui model sunt spătarurile, perdelele situate pe părțile laterale ale scenei care permit accesul actorilor.
- Scenă în stil elisabetan: își are originea în teatrul elisabetan englez, de la care își primește numele.
- Arenă: publicul este situat în jurul scenei; poate fi pătrat sau circular.
- Laborator teatral: utilizat de trupele de teatru experimental; distribuția publicului și a actorilor este aleatorie.

## Vezi și
- Scenă (piesă de teatru) - subdiviziune a unei creații dramatice